# فردودگاه تک‌بانده میپل
فردودگاه تک‌بانده میپل (به انگلیسی: Mapel Airstrip) یک فرودگاه همگانی و غیرنظامی است که یک باند فرود سنگفرش دارد و طول باند آن - متر است. این فرودگاه در کشور سودان جنوبی قرار دارد.